# Cyclaspis simula
Cyclaspis simula är en kräftdjursart som beskrevs av Hale 1944. Cyclaspis simula ingår i släktet Cyclaspis och familjen Bodotriidae. Inga underarter finns listade i Catalogue of Life.